# زمردماهی‌سانیان
زمردماهی‌سانیان (نام علمی: Labroidei) یکی از زیرراسته‌های سوف‌ماهی‌سانان هستند.